# Institut Mwanga d'Uvira
 (janvier 2017).
L'Institut Mwanga d'Uvira est un établissement d'études secondaires (Humanités) de la province du Sud-Kivu en république démocratique du Congo, basé à Uvira.
Cet établissement est une école conventionnée par l'Église catholique romaine.

## Structure
L'institut  a une section d'études secondaires générales ou cycle terminal de l'éducation de base et quatre sections des (humanités) dont :
- La section scientifique (qui, avant septembre 2022 comportait deux options à savoir la Mathématiques-Physique et la Biochimie);
- La section commerciale & informatique qui avant les réformes était dénommée commerciale et administrative;
- La section littéraire;
- La section agricole.

## Administration
L'institut est dirigé par un préfet des études secondé par deux directeurs des études ou proviseurs :
- Celui des après-midi assure la direction des études des classes de septième et huitième du cycle terminal de l'éducation de base.
- Celui des avant-midi assure la direction des études des premières, deuxièmes, troisièmes et quatrièmes de toutes les sections.
- Suivant les réformes initié par le ministère de l'éducation nationale, depuis septembre 2023, il a été inauguré et mise sur place une instance chargée d'orientation des élèves, particulièrement ceux qui finissent le cycle terminal de l'éducation de base ou cycle d'orientation.

## Réputation
L'Institut Mwanga d'Uvira a très bonne réputation : il est considéré comme l'école de référence du diocèse d'Uvira en matière d'éducation intellectuelle et est parmi les meilleures écoles  de la région du Sud-Kivu.
En témoignent :
- les résultats plus que satisfaisants que produisent ses élèves aux tests de sélection de TENASOSP organisés par le gouvernement congolais pour l'orientation des élèves en fin de cycle de l'éducation de base ;
- Les résultats non moins satisfaisants des résultats de ses élèves aux examens d'État organisés pour les élèves de fin du cycle des humanités ;
- Les réussites remarquables des étudiants issus de l'institut au sein des instituts supérieurs et universitaires du Congo (notamment l'UOB, l'UCB, l'ISP, l'UNIKIS, l'UNILU, l'ULPGL) et des pays voisins ;
- Les nombreux cas des victoires dans des concours des institutions éducatives de la place ou des concours d'obtention des bourses d'études...